# Tovačov
Tovačov település Csehországban, Přerovi járásban. Tovačov Oplocany, Troubky, Lobodice, Ivaň, Klopotovice és Věrovany településekkel határos. Lakosainak száma 2502 fő (2024. január 1.).

## Népesség
A település lakosságának változását az alábbi diagram mutatja:
| Lakosok száma | 1895 | 2924 | 2991 | 2610 | 2817 | 2515 | 2514 | 2467 | 2421 | 2502 |
|               | 1869 | 1900 | 1921 | 1961 | 1980 | 2011 | 2016 | 2019 | 2021 | 2024 |